# Giochi della VI Olimpiade
I Giochi della VI Olimpiade (in tedesco Spiele der VI. Olympiade) si sarebbero dovuti svolgere a Berlino, in Germania, nel 1916, ma vennero annullati in seguito al protrarsi della prima guerra mondiale. Fu la prima volta, nella storia delle Olimpiadi moderne, che un'edizione dei Giochi venne cancellata.
Berlino vinse la concorrenza di Alessandria d'Egitto e di Budapest. Per l'occasione, venne costruito nel 1912-13 il Deutsches Stadion (successivamente ribattezzato Olympiastadion). Il programma prevedeva anche una settimana dedicata agli sport invernali (pattinaggio di velocità e di figura, hockey su ghiaccio e sci nordico).

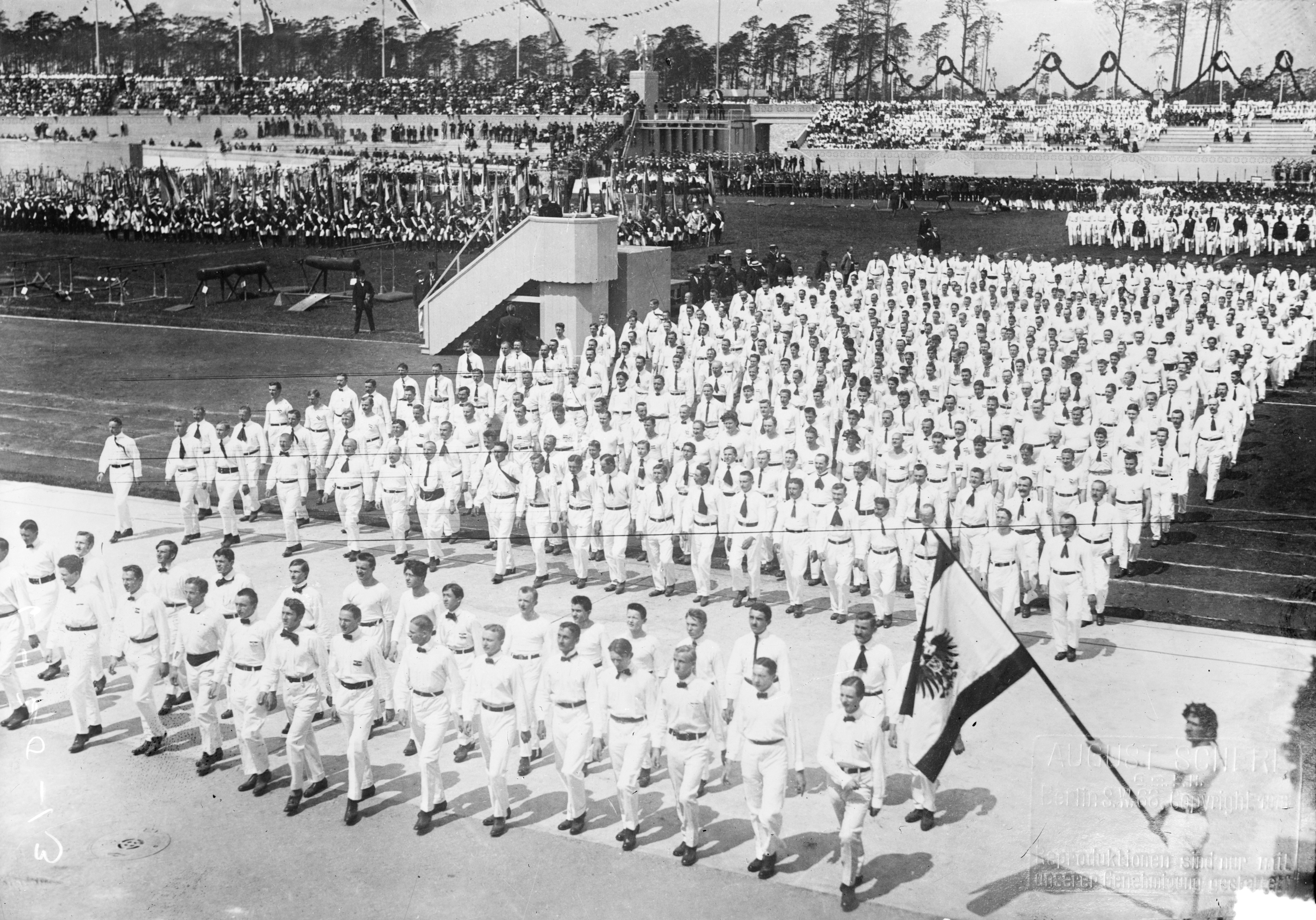
La cerimonia di apertura dello Stadio Olimpico nel 1913

Anche dopo lo scoppio del conflitto, avvenuto nel luglio del 1914, l'organizzazione dei Giochi procedette per diverso tempo, dal momento che non ci si aspettava che la guerra continuasse così a lungo.
Se i giochi si fossero disputati non avrebbero visto la partecipazione della Finlandia, dopo che la Russia aveva revocato nel 1914 l’autonomia dello sport finlandese divenuto un volano troppo forte per la visibilità internazionale della causa nazionale locale.
I Giochi vennero riassegnati a Berlino nel 1936, quando la capitale tedesca prevalse su Barcellona per l'organizzazione dei Giochi della XI Olimpiade.